# 古新世
古新世（英語：Paleocene）是地質時代中古近紀（英語：Paleogene）的第一個主要時期，大約開始於6550萬年前，終於5600萬年前，介於中生代白堊紀的马斯特里赫特階（Maastrichtian）與始新世（Eocene）之間。古新世來自希臘文的（palaios，古）與（kainos，新）。古新世接續在白堊紀末期的白堊紀-第三紀滅絕事件之後。